# セブリング12時間レース
セブリング 12時間レース（セブリングじゅうにじかんレース、12 Hours of Sebring ）は、アメリカ・フロリダ州のセブリング・インターナショナル・レースウェイで行われる自動車耐久レースである。12時間でどれだけ長い距離を走ることができるかを競う。毎年3月中旬に開催される。ル・マン24時間レース、デイトナ24時間レースの2レースとあわせて、「スポーツカー三大クラシック耐久レース」とも呼ばれることもある。

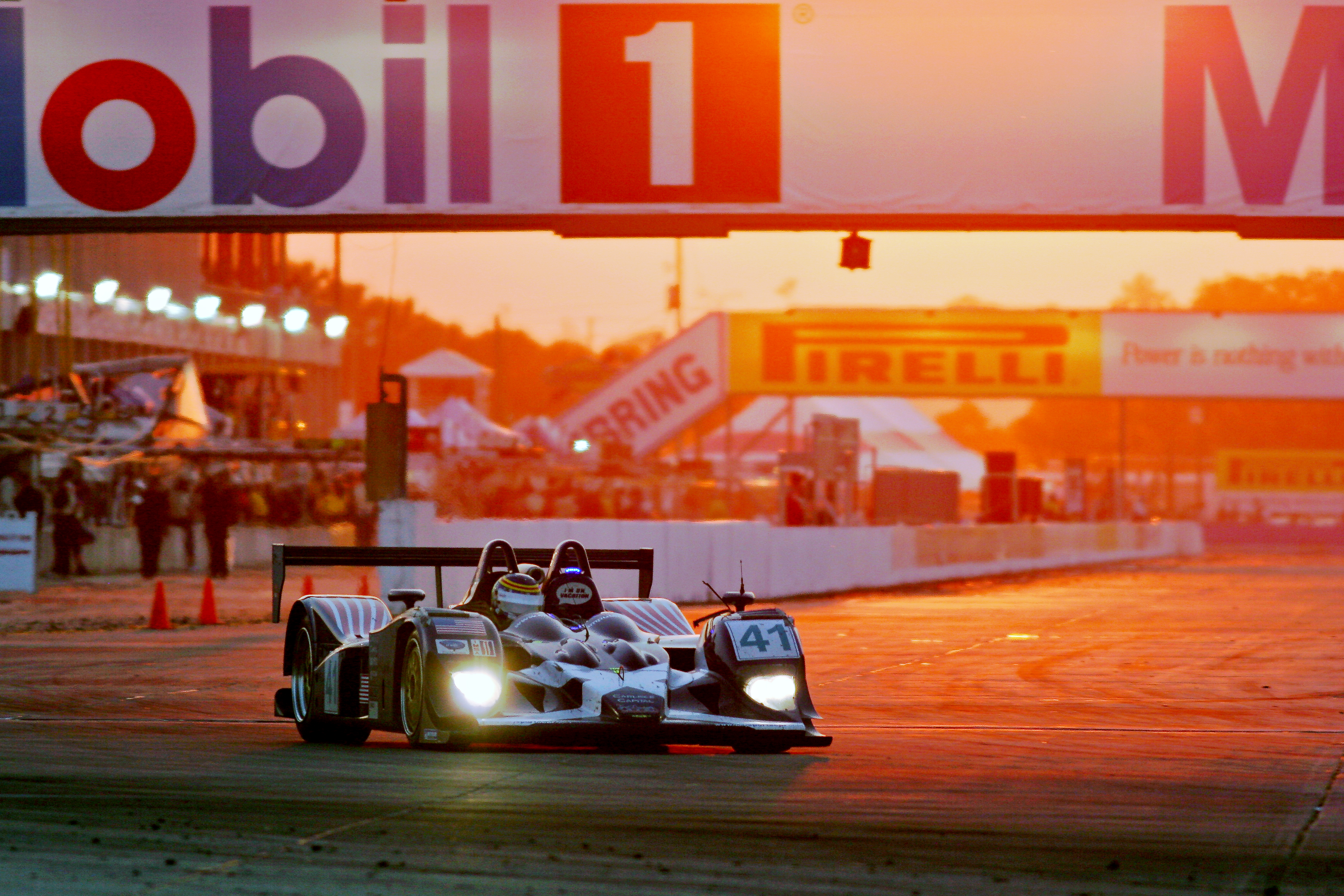
セブリング名物の夕焼け

## 概要
1950年12月31日にセブリングでの初レースとして6時間走の「サム・コリアー記念耐久グランプリ (The Sam Collier Memorial Grand Prix of Endurance)」が行われ、1952年から3月開催で12時間走の第1回大会「セブリング国際耐久グランプリ (The Sebring International Grand Prix of Endurance)」となった。以降、オイルショックで開催を取り止めた1974年を除き毎年開催され、2022年に第70回を迎えた伝統あるレースである。1953年の第2回大会「フロリダ国際12時間耐久グランプリ (The Florida International 12-hour Grand Prix of Endurance)」から、この年より開始されたスポーツカー世界選手権の一戦に加わる。1973年からはIMSAシリーズの1戦となり、メイクス世界選手権から外れた。1981年は世界耐久選手権とIMSAのダブルタイトルが懸ったが、グループC規定導入の1982年以降は再び世界選手権から離れ、以降IMSAシリーズのみの1戦となる。2012・2013年はALMS（アメリカン・ル・マン・シリーズ）、2012年はWEC（FIA 世界耐久選手権)にも組み込まれていたが、2014年からはIWSC（IMSA スポーツカー選手権）及びMEC（ミシュラン・エンデュランス・カップ）の一戦になっている。
2019年にはWECで1000マイル、IMSAで12時間というスケジュールで同じ週末に別々に開催された。この同一週末に行われる「スーパーセブリング」には両レースに”ダブルヘッダー”で参加するドライバーも複数登場し、特にブレンドン・ハートレイは両レースにおいて表彰台を獲得する快挙を見せた。
バンピーかつスリッピーな路面は時として24時間レースより過酷と言われる。
初めて日本車が総合優勝したのは1989年の日産・GTP ZX-T。以降日産車5勝、トヨタ車とホンダ車/ホンダエンジン車が2勝、マツダ車が1勝をそれぞれ挙げている。日本人ドライバーの総合優勝者は未だいない。
大会最多勝はポルシェの19勝で、フェラーリの12勝がそれに続く。連勝記録は1976年から1988年のポルシェの13連覇。2000年から2007年まではアウディも8連覇を果たしている。

## 1985年以降の総合優勝車一覧

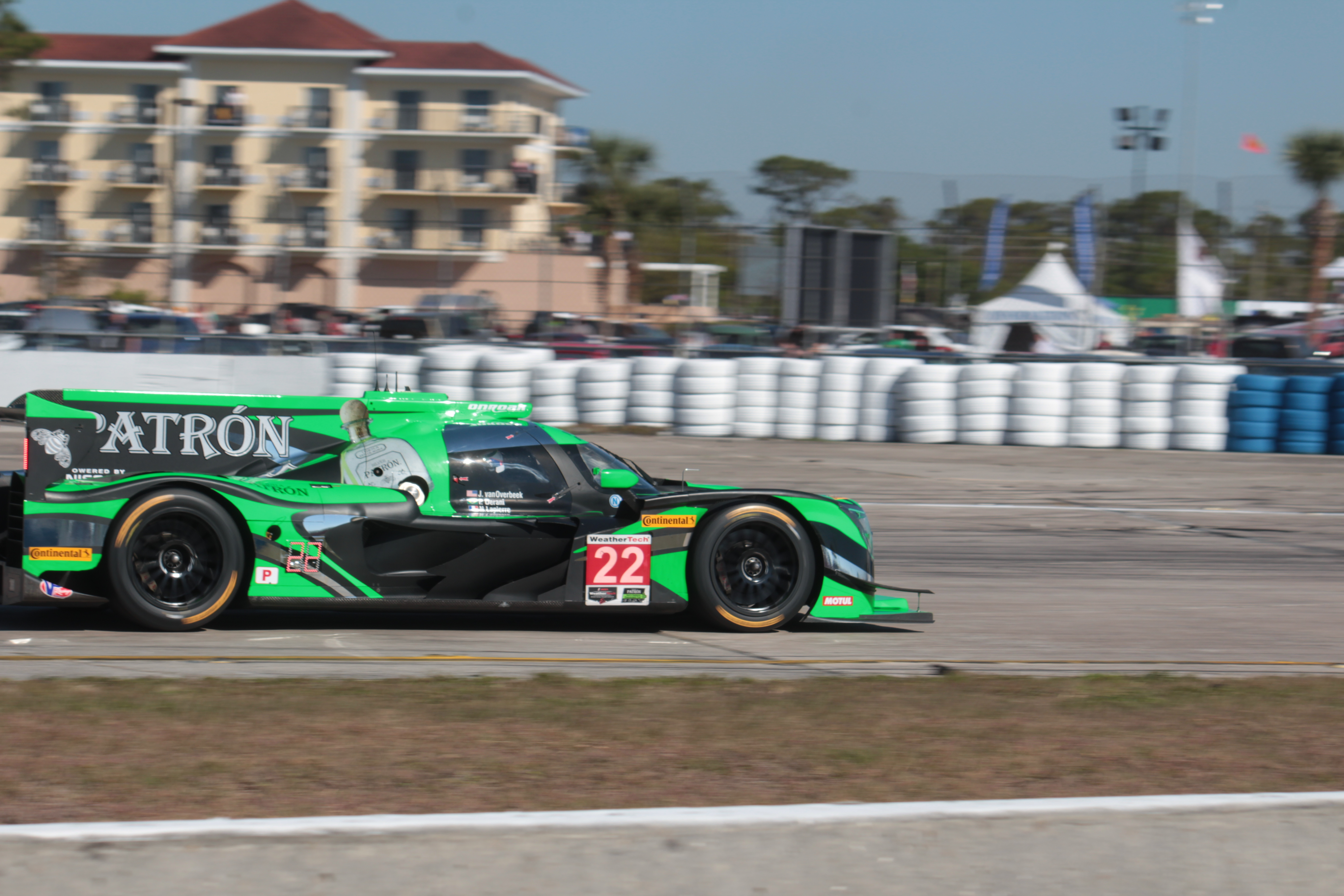
日産・DPi テキーラ・パトロンESM＃22（2018年優勝車）

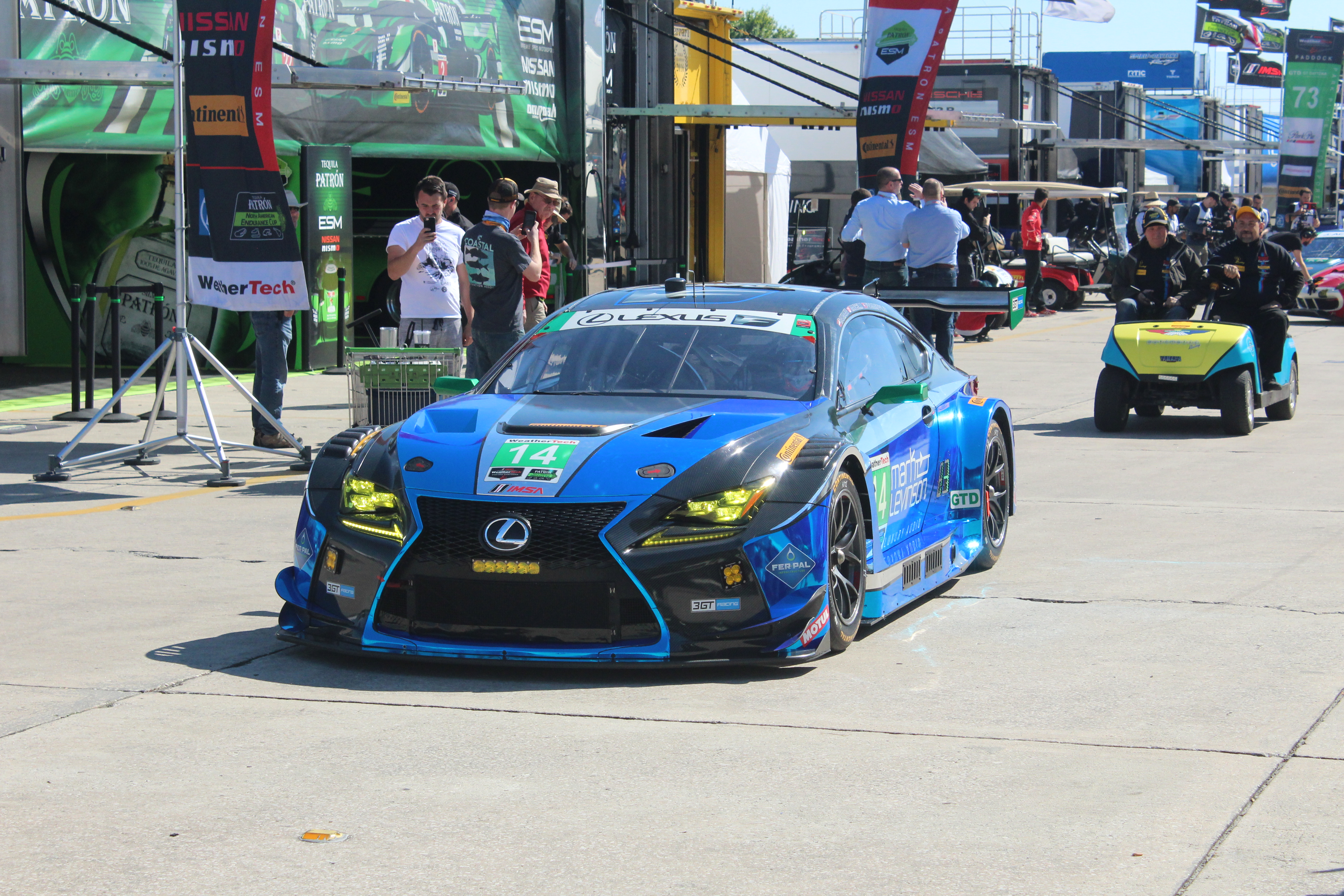
レクサス・RC F GT3（2018年）

- 1985年 - ポルシェ・962（IMSA-GTP）
- 1986年 - ポルシェ・962（IMSA-GTP）
- 1987年 - ポルシェ・962（IMSA-GTP）
- 1988年 - ポルシェ・962（IMSA-GTP）
- 1989年 - 日産・GTP ZX-T（IMSA-GTP）
- 1990年 - 日産・GTP ZX-T（IMSA-GTP）
- 1991年 - 日産・NPT-90（IMSA-GTP）
- 1992年 - イーグル・MkIII/トヨタ（IMSA-GTP）
- 1993年 - イーグル・MkIII/トヨタ（IMSA-GTP）
- 1994年 - 日産・300ZX（IMSA-GTS)
- 1995年 - フェラーリ・333SP（IMSA-WSC）
- 1996年 - ライリーアンドスコット・Mk III/オールズモビル（IMSA-WSC）
- 1997年 - フェラーリ・333SP（IMSA-WSC）
- 1998年 - フェラーリ・333SP（IMSA-WSC）
- 1999年 - BMW・V12 LMR（LMP）
- 2000年 - アウディ・R8(LMP900)
- 2001年 - アウディ・R8(LMP900)
- 2002年 - アウディ・R8(LMP900)
- 2003年 - アウディ・R8(LMP900)
- 2004年 - アウディ・R8(LMP900)
- 2005年 - アウディ・R8(LMP1)
- 2006年 - アウディ・R10 TDI(LMP1)
- 2007年 - アウディ・R10 TDI(LMP1)
- 2008年 - ポルシェ・RSスパイダー(LMP2)
- 2009年 - アウディ・R15 TDI(LMP1)
- 2010年 - プジョー・908 HDi FAP(LMP1)
- 2011年 - プジョー・908 HDi FAP(LMP1)
- 2012年 - アウディ・R18 TDI(LMP1)
- 2013年 - アウディ・R18 e-tron quattro(LMP1)
- 2014年 - ライリー・Mk XXVI-フォード・エコブースト（DP）
- 2015年 - コヨーテ・コルベットDP(DP)
- 2016年 - リジェ・JS P2/ホンダ(LMP2)
- 2017年 - キャデラック・DPi-V.R(DPi)
- 2018年 - 日産・DPi（DPi）
- 2019年 - キャデラック・DPi-V.R(DPi)
- 2020年 - マツダ・RT24-P（DPi）
- 2021年 - キャデラック・DPi-V.R(DPi)
- 2022年 - キャデラック・DPi-V.R(DPi)
- 2023年 - キャデラック・Vシリーズ.R(GTP)
- 2024年 - アキュラ・ARX-06(GTP)
- 2025年 - ポルシェ・963(GTP)

## 歴代優勝ドライバー

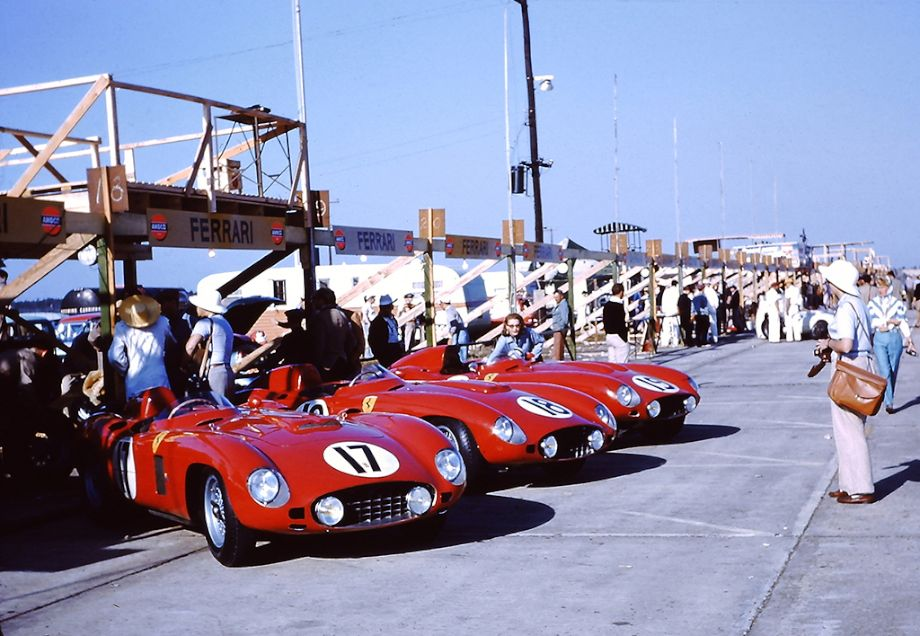
1956年大会に参戦したフェラーリ勢

- 1950年 フリッツ・コスター/ラルフ・デェション
- 1952年 ハリー・グライ/ラリー・クロック
- 1953年 フィル・ウォラーズ/ジョン・フィッチ
- 1954年 ビル・ロイド/スターリング・モス
- 1955年 フィル・ウォラーズ/マイク・ホーソン
- 1956年 エウジェニオ・カステロッティ/ファン・マヌエル・ファンジオ
- 1957年 ジャン・ベーラ/ファン・マヌエル・ファンジオ
- 1958年  ピーター・コリンズ/フィル・ヒル
- 1959年 フィル・ヒル/ダン・ガーニー/チャック・ダイガー/オリビエ・ジャンドビアン
- 1960年 オリビエ・ジャンドビアン/ハンス・ヘルマン
- 1961年 フィル・ヒル /オリビエ・ジャンドビアン
- 1962年 ルシアン・ビアンキ/ヨアキム・ボニエ
- 1963年 ジョン・サーティス/ルドヴィコ・スカルフィオッティ
- 1964年 マイク・パークス/ウンベルト・マリオーリ
- 1965年 ジム・ホール/ハップ・シャルプ
- 1966年 ロイド・ルビー/ケン・マイルズ
- 1967年 ブルース・マクラーレン/マリオ・アンドレッティ
- 1968年 ハンス・ヘルマン/ジョー・シフェール
- 1969年 ジャッキー・オリバー/ジャッキー・イクス
- 1970年 イグナツィオ・ギュンティ/マリオ・アンドレッティ/ニーノ・ヴァッカレラ
- 1971年 ヴィック・エルフォード/ジェラール・ラルース
- 1972年 ジャッキー・イクス/マリオ・アンドレッティ
- 1973年 ハーレイ・ヘイウッド/ピーター・グレッグ/デイヴ・ヘルミック
- 1975年 ハンス＝ヨアヒム・スタック/アラン・モファット/ブライアン・レッドマン/サム・ポージー
- 1976年 アル・ホルバート/マイク・ケイサー
- 1977年 ゲオルグ・ディアー/ブラッド・フリッセール
- 1978年 チャールズ・メンデズ/ブライアン・レッドマン/ボブ・ガレットソン
- 1979年 ボブ・アーキン/ロイ・ウーズ/ロブ・ムクファリン
- 1980年 ディク・バルボール/ジョン・フィッツパトリック
- 1981年 ブルース・レヴェン/アル・ホルバート/ハーレイ・ヘイウッド
- 1982年 ジョン・ポールSr./ジョン・ポールJr.
- 1983年 ジム・ムーレン/ウェネ・ベーカー/キース・ニエロップ
- 1984年 ハンス・ヘイヤー/ステファン・ヨハンソン/マウリシオ・デ・ナベツ
- 1985年 ボブ・ウォレク/A.J.フォイト
- 1986年 ボブ・アーキン/ハンス＝ヨアヒム・スタック/ヨー・ガルトナー
- 1987年 ボビー・レイホール/ヨッヘン・マス
- 1988年 ハンス＝ヨアヒム・スタック/クラウス・ルートヴィッヒ
- 1989年 チップ・ロビンソン/アリー・ルイエンダイク/ジェフ・ブラバム
- 1990年 デレック・デイリー/ボブ・エール
- 1991年 ゲイリー・ブラバム/ジェフ・ブラバム/デレック・デイリー
- 1992年 アンディ・ウォレス/ファン・マヌエル・ファンジオ2世
- 1993年 アンディ・ウォレス/ファン・マヌエル・ファンジオ2世
- 1994年 ジョン・モートン/ジョニー・オコーネル/スティーブ・ミレン
- 1995年 フェルミン・ベレス/エリック・ヴァン・デ・ポール/アンディ・エヴァンス
- 1996年 ウェイン・テイラー/エリック・ヴァン・デ・ポール/ジム・ペース
- 1997年 アンディ・エヴァンス/フェルミン・ベレス/ステファン・ヨハンソン/ヤニック・ダルマス
- 1998年 ディディエ・セイス/ジャンピエロ・モルテッティ/マウロ・バルディ
- 1999年 J.J.レート/トム・クリステンセン/ヨルグ・ミューラー
- 2000年 フランク・ビエラ/トム・クリステンセン/エマニュエル・ピロ
- 2001年 ミケーレ・アルボレート/ローレン・アイエロ/リナルド・カペッロ
- 2002年 クリスチャン・ペスカトリ/リナルド・カッペロ/ジョニー・ハーバート
- 2003年 フランク・ビエラ/フィリップ・ピーター/マルコ・ヴェルナー
- 2004年 フランク・ビエラ/アラン・マクニッシュ/ピエール・カッファー
- 2005年 マルコ・ヴェルナー/トム・クリステンセン/J.J.レート
- 2006年 アラン・マクニッシュ/トム・クリステンセン/リナルド・カッペロ
- 2007年 フランク・ビエラ/エマニュエル・ピロ/マルコ・ヴェルナー
- 2008年 ロマン・デュマ/ティモ・ベルンハルト/エマニュエル・コラール
- 2009年 アラン・マクニッシュ/トム・クリステンセン/リナルド・カッペロ
- 2010年 アレクサンダー・ヴルツ/マルク・ジェネ/アンソニー・デビッドソン
- 2011年 ニコラ・ラピエール/オリビエ・パニス/ロイック・デュバル
- 2012年 アラン・マクニッシュ/トム・クリステンセン/リナルド・カッペロ
- 2013年 マルセル・フェスラー/ブノワ・トレルイエ/オリバー・ジャービス
- 2014年 メモ・ロハス/スコット・プルーエット/マリーノ・フランキッティ
- 2015年 セバスチャン・ボーデ/クリスチャン・フィッティパルディ/ジョアン・バルボーザ
- 2016年 ヨハネス・ヴァン・オーバービーク/スコット・シャープ/ピポ・デラーニ/エド・ブラウン
- 2017年 アレックス・リン/リッキー・ティラー/ジョーダン・テイラー
- 2018年 ヨハネス・ヴァン・オーバービーク/ニコラ・ラピエール/ピポ・デラーニ
- 2019年 フェリペ・ナスル/ピポ・デラーニ/エリック・クルラン
- 2020年 ジョナサン・ボマリト/ライアン・ハンター＝レイ/ハリー・ティンクネル
- 2021年 セバスチャン・ボーデ/ロイック・デュバル/トリスタン・ヴォーティエ
- 2022年 アール・バンバー/アレックス・リン/ニール・ジャニ
- 2023年 ピポ・デラーニ/アレクサンダー・シムズ/ジャック・エイトケン
- 2024年 ルイ・デレトラズ/コルトン・ハータ/ジョーダン・テイラー
- 2025年 ニック・タンディ／フェリペ・ナスル／ローレンス・ヴァントール

## レコード（総合優勝者のみ）

### 最多優勝記録（ドライバー別）
| 順位 | ドライバー                 | 勝利数 | 年                                 |
| ---- | -------------------------- | ------ | ---------------------------------- |
| 1    | トム・クリステンセン       | 6      | 1999，2000，2005，2006，2009，2012 |
| 2    | リナルド・カペッロ         | 5      | 2001，2002，2006，2009，2012       |
| 3    | フランク・ビエラ           | 4      | 2000，2003，2004，2007             |
| 3    | アラン・マクニッシュ       | 4      | 2004，2006，2009，2012             |
| 3    | ピポ・デラーニ             | 4      | 2016，2018，2019，2023             |
| 4    | フィル・ヒル               | 3      | 1958，1959，1961                   |
| 4    | オリビエ・ジャンドビアン   | 3      | 1959，1960，1961                   |
| 4    | マリオ・アンドレッティ     | 3      | 1967，1970，1972                   |
| 4    | ハンス＝ヨアヒム・スタック | 3      | 1975，1986，1988                   |
| 4    | マルコ・ヴェルナー         | 3      | 2003，2005，2007                   |

### 最多優勝記録（コンストラクター別）
| 順位 | コンストラクター     | 勝利数 | 年                                                |
| ---- | -------------------- | ------ | ------------------------------------------------- |
| 1    | ポルシェ             | 19     | 1960,1968,1971,1973,1976–1988,2008,2025           |
| 2    | フェラーリ           | 12     | 1956,1958–1959,1961–1964,1970,1972,1995,1997–1998 |
| 3    | アウディ             | 11     | 2000–2007,2009,2012–2013                          |
| 4    | 日産                 | 5      | 1989–1991,1994,2018                               |
| 4    | キャデラック         | 5      | 2017,2019,2021–2023                               |
| 6    | フォード             | 4      | 1966–1967,1969,2014                               |
| 7    | トヨタ               | 2      | 1992–1993                                         |
| 7    | BMW                  | 2      | 1975,1999                                         |
| 7    | プジョー             | 2      | 2010–2011                                         |
| 10   | クロスリー           | 1      | 1950                                              |
| 10   | フレイザー・ナッシュ | 1      | 1952                                              |
| 10   | カニンガム           | 1      | 1953                                              |
| 10   | オスカ               | 1      | 1954                                              |
| 10   | ジャガー             | 1      | 1955                                              |
| 10   | マセラティ           | 1      | 1957                                              |
| 10   | シャパラル           | 1      | 1965                                              |
| 10   | オールズモビル       | 1      | 1996                                              |
| 10   | コルベット           | 1      | 2015                                              |
| 10   | ホンダ               | 1      | 2016                                              |
| 10   | マツダ               | 1      | 2020                                              |
| 10   | アキュラ             | 1      | 2024                                              |